# آر. كارلوس ناكاي
آر. كارلوس ناكاي (بالإنجليزية: R. Carlos Nakai)‏ هو موسيقي أمريكي، ولد في 16 أبريل 1946 في فلاغستاف في الولايات المتحدة.

## وصلات خارجية
- الموقع الرسمي
- آر. كارلوس ناكاي على موقع IMDb (الإنجليزية)
- آر. كارلوس ناكاي على موقع ميوزك برينز (الإنجليزية)
- آر. كارلوس ناكاي على موقع أول ميوزيك (الإنجليزية)
- آر. كارلوس ناكاي على موقع ديسكوغز (الإنجليزية)